# Полингер, Зигфрид Базилевич
Зигфрид Базилевич Полингер (также Семён Борисович; 2 января 1920, Кишинёв — 29 сентября 1985, Кишинёв) — молдавский советский художник и график, карикатурист. Член Союза художников СССР.

## Биография
Родился в Кишинёве (в ту пору в составе румынской провинции Бессарабия), в еврейской семье, в 1922 году переехавшей в Бухарест, где он в 1938 году окончил гимназию имени Михая Эминеску. Одновременно закончил частную рисовальную школу, работал карикатуристом в румынских газетах. В 1939—1940 годах работал в издательстве «Scrisul românesc» и в редакциях газет «Jurnalul» и «Lumea românească». После присоединения Бессарабии к СССР в 1940 году вернулся в Кишинёв, в том же году стал членом Союза художников СССР.
Первая персональная выставка открылась незадолго до войны в 1941 году. В военные годы — в эвакуации в Алма-Ате; после войны вернулся в Кишинёв, где работал как график, карикатурист и книжный иллюстратор. Окончил факультет художественного оформления печатной продукции Московского полиграфического института (1970).
В 1948—1951 годах работал в газете «Цэранул советик» (советский крестьянин), с 1951 года — в пионерской газете «Скынтея лениниста» (ленинская искра). Был художественным редактором республиканского детского журнала и ответственным за оформление Молдавской энциклопедии. Член Союза журналистов Молдавии с 1958 года. Печатался в различных сатирических журналах («Кипэруш», «Крокодил», «Уленшпигель»).
Выставка графических работ З. Б. Полингера «Игра линий» прошла в Любеке в 2013 году. Выставка карикатур и сатирических плакатов открылась к дню смеха 1 апреля 2011 года в Национальном музее искусств в Кишинёве.

## Семья
- Первая жена — Татьяна Марковна Вассерман (1923—1962), преподаватель химии и биологии в средних школах Кишинёва. 
  - Сын — Виктор Зигфридович Полингер (род. 1945), химик и физик, доктор физико-математических наук (1987), автор многочисленных научных работ и монографии «Вибронные взаимодействия в молекулах и кристаллах» (совместно с И. Б. Берсукером, М.: Наука, 1983), профессор Университета им. Вашингтона в Сиэтле.[10]
- Вторая жена — Маргарита Львовна Казарновская (1924—2007), патологоанатом, автор монографии «Репродукция лимфоцитов трупной крови: судебно-медицинская экспертиза и биологические аспекты» (Кишинёв: Штиинца, 1983, отв. ред. И. Г. Шройт).

## Каталоги
- Зигфрид Полингер «Графика». Кишинёв, 1988.[11]

## Книги
- Пушкинские места Кишинёва. Сост. А. Васильев. Автор текста Г. Богач. Худ. С. Полингер. Кишинёв: Картя молдовеняскэ, 1966.[12]